# Kosmos 2366
Kosmos 2366, ruski vojni navigacijski i komunikacijski satelit iz programa Kosmos. Vrste je Parus.
Lansiran je 26. kolovoza 1999. godine u 12:02 s kozmodroma Pljesecka u Rusiji. Lansiran je u nisku orbitu oko planeta Zemlje raketom nosačem Kosmos-3M 11K65M. Orbita mu je 965 km u perigeju i 1005 km u apogeju. Orbitna inklinacija mu je 82,93°. Spacetrackov kataloški broj je 25892. COSPARova oznaka je 1999-045-A. Zemlju obilazi u 104,79 minute. Pri lansiranju bio je mase kg. 
Dio je sustava od šest satelita. Navigacijska informacija izvodila se od Dopplerski pomaknutim prijenosom ultrakratkih valova (otprilike 150 i 400 MHz) satelitskog položaja i orbitnih podataka. Pribavivši ispravke s nekoliko satelita, korisnikova se lokacija mogla izračunati uz pogrešku od 100 metara od stvarnog položaja.
Još jedan dio se odvojio i u niskoj je orbiti oko Zemlje.

## Vanjske poveznice
- N2YO.com Search Satellite Database
- Celes Trak SATCAT Format Documentation (engl.)
- Kunstman  Arhivirana inačica izvorne stranice od 12. kolovoza 2019. (Wayback Machine) Satellites in Orbit (engl.)